# Elisabeth af Rusland
Kejserinde Elisabeth af Rusland (russisk: Елизаве́та Петро́вна; tr. Jelisaveta Petrovna; født 29. december 1709, død 5. januar 1762) regerede Rusland fra 1741 til 1762. Hun var datter af kejser Peter den Store og
Katarina 1.

## Biografi
Elisabeth var et begavet barn, men hendes opdragelse var ufuldkommen og planløs. Hun havde hele livet svært ved både at 
læse og skrive. 
Elisabeth tog magten ved et statskup i 1741, hvor hun afsatte barnekejseren Ivan 6. af Rusland. Hun svor da, at hun aldrig ville underskrive en dødsdom og holdt løftet.
Hun involverede Rusland i den Østrigske Arvefølgekrig (1740 – 1748) og Den Preussiske Syvårskrig (1756 – 1763). Hendes indenrigspolitik tillod adelen at udnytte dens lokale magt og øge indtjeningen ved at nedsætte dens forpligtelser over for staten. Hun var stærkt påvirket af Frankrig: nydelsessyg, optaget af baller, jagt og toiletter (hun bar aldrig den samme balkjole to gange og efterlod ved sin død 15.000 kjoler og to kufferter med silkestrømper). Hun var ikke særlig interesseret i regeringsanliggender. Dog skabte hendes modvilje mod henrettelser og tyske embedsmænd samt Lomonosovs oprettelse af Moskvas Universitet og Sjuvalovs grundlæggelse af Sankt Petersborgs Kunstakademi velvilje for hende.
Elisabeth blev hverken lovformeligt gift eller fik børn. I stedet hentede hun sin søsters søn den senere Peter 3. til Rusland.